# VIAG
VIAG (Vereinigte Industrieunternehmen AG) var ett tyskt statsägt företag som bildades 1923.
2000 slogs VIAG och VEBA ihop och bildade E.ON. Sammanslagningen offentliggjordes 27 september 1999.